# Рудзиця (Великопольське воєводство)
Рудзиця (пол. Rudzica) — село в Польщі, у гміні Крамськ Конінського повіту Великопольського воєводства.
Населення — 599 осіб (2011).
У 1975-1998 роках село належало до Конінського воєводства.

## Демографія
Демографічна структура станом на 31 березня 2011 року:
|          | Загалом | Допрацездатний вік | Працездатний вік | Постпрацездатний вік |
| -------- | ------- | ------------------ | ---------------- | -------------------- |
| Чоловіки | 300     | 69                 | 197              | 34                   |
| Жінки    | 299     | 70                 | 166              | 63                   |
| Разом    | 599     | 139                | 363              | 97                   |